# 선형역학계

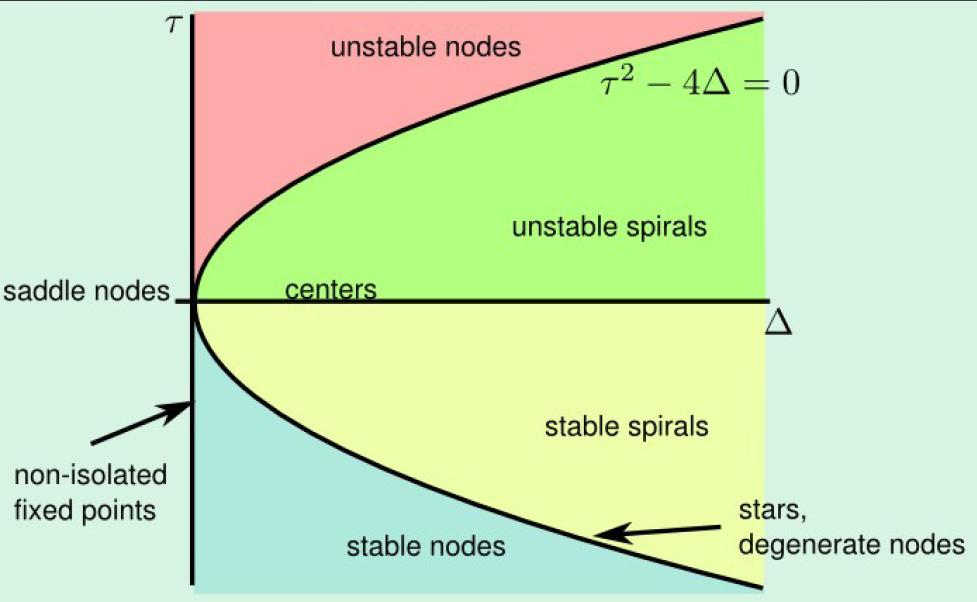
2차원 부동점의 분류

선형역학계(線型力學系, linear dynamical system)는 통계학 용어로, 잠재 변수(숨은 변수)가 마르코프 연쇄에 연결되어 있고 선형 관계가 주변 변수 사이에 속해 있는 베이시안 모형의 일종이다.

## 정의
일반적으로 선형 역학계는 벡터 x 와 행렬 A을 가지고 다음과 같이 나타낼 수 있다.
{\displaystyle {\frac {d}{dt}}\mathbf {x} =\mathbf {A} \cdot \mathbf {x} }
그러나 이는 x가 연속적으로 변화하는 경우이며 이산계의 경우에는
{\displaystyle \mathbf {x} _{m+1}=\mathbf {A} \cdot \mathbf {x} _{m}}
으로 나타낼 수 있다.
이 방정식은 다음과 같이 생각하여 선형이라고 할 수 있다: x(t)와 y(t)가 유효한 해(解)라면 임의의 스칼라 a, b에 대하여 선형 결합 a x(t) + b y(t) 또한 해이다.
선형 역학계는 대부분의 비선형의 경우와 달리 완전하게 해결할 수 있다. 비선형의 경우에서도 변수 변환으로 선형화하여 풀 수도 있다. 또, 부동점 주위의 선형 근사는 비선형계를 이해하는 데 도움이 된다.

## 같이 보기
- 선형계
- 동역학계